# Cistícola de Hunter
La cistícola de Hunter (Cisticola hunteri) és una espècie d'ocell de la família dels cisticòlids (Cisticolidae) que en diverses llengües rep el nom de Hunter's Cisticola (anglés) o Cisticole de Hunter (francés).
Viu a les clarianes dels boscos de les muntanyes de l'oest de Kenya, Uganda i nord de Tanzània.